# Ampelion rubrocristatus
Ampelion rubrocristatus là một loài chim trong họ Cotingidae.

## Hình ảnh

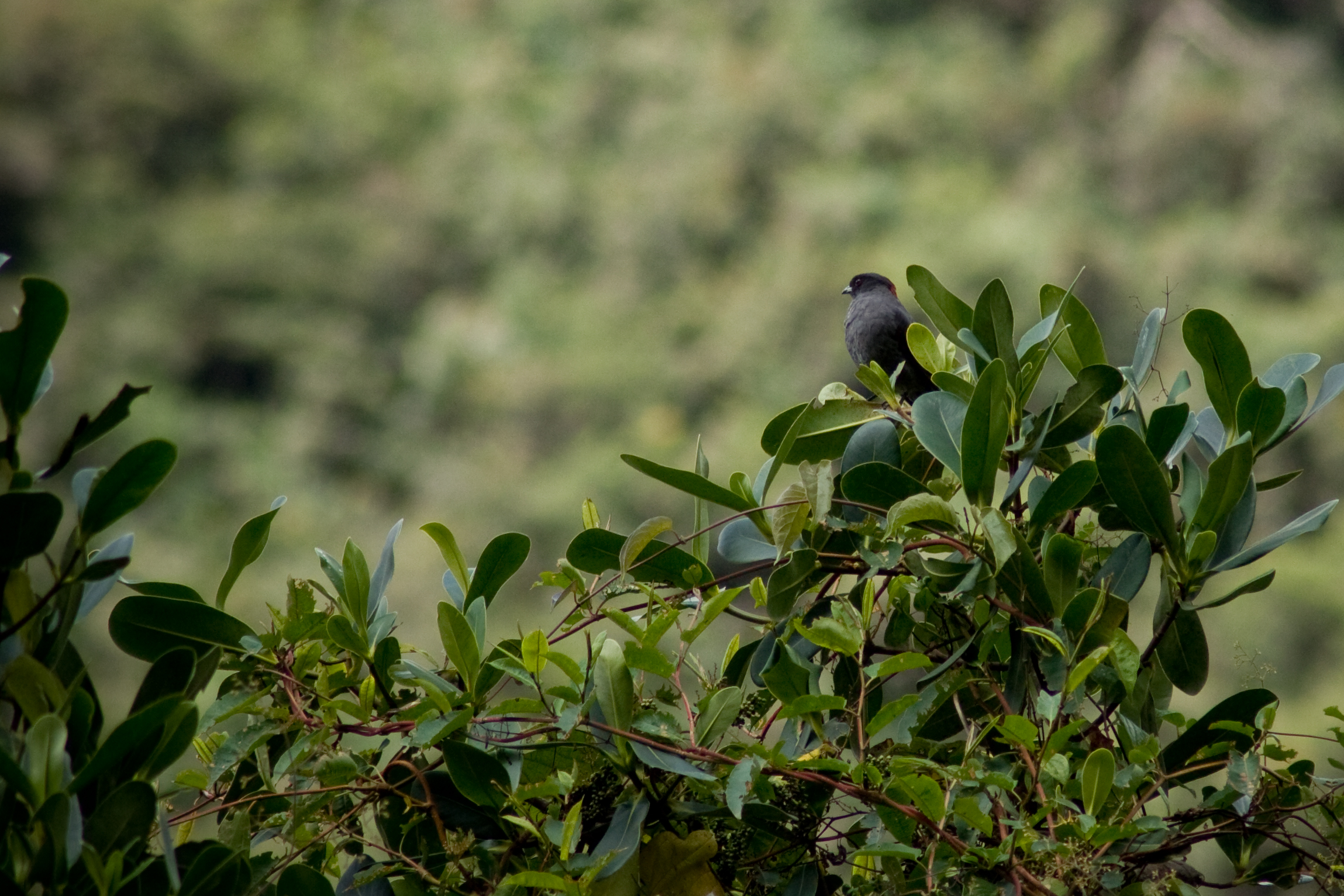
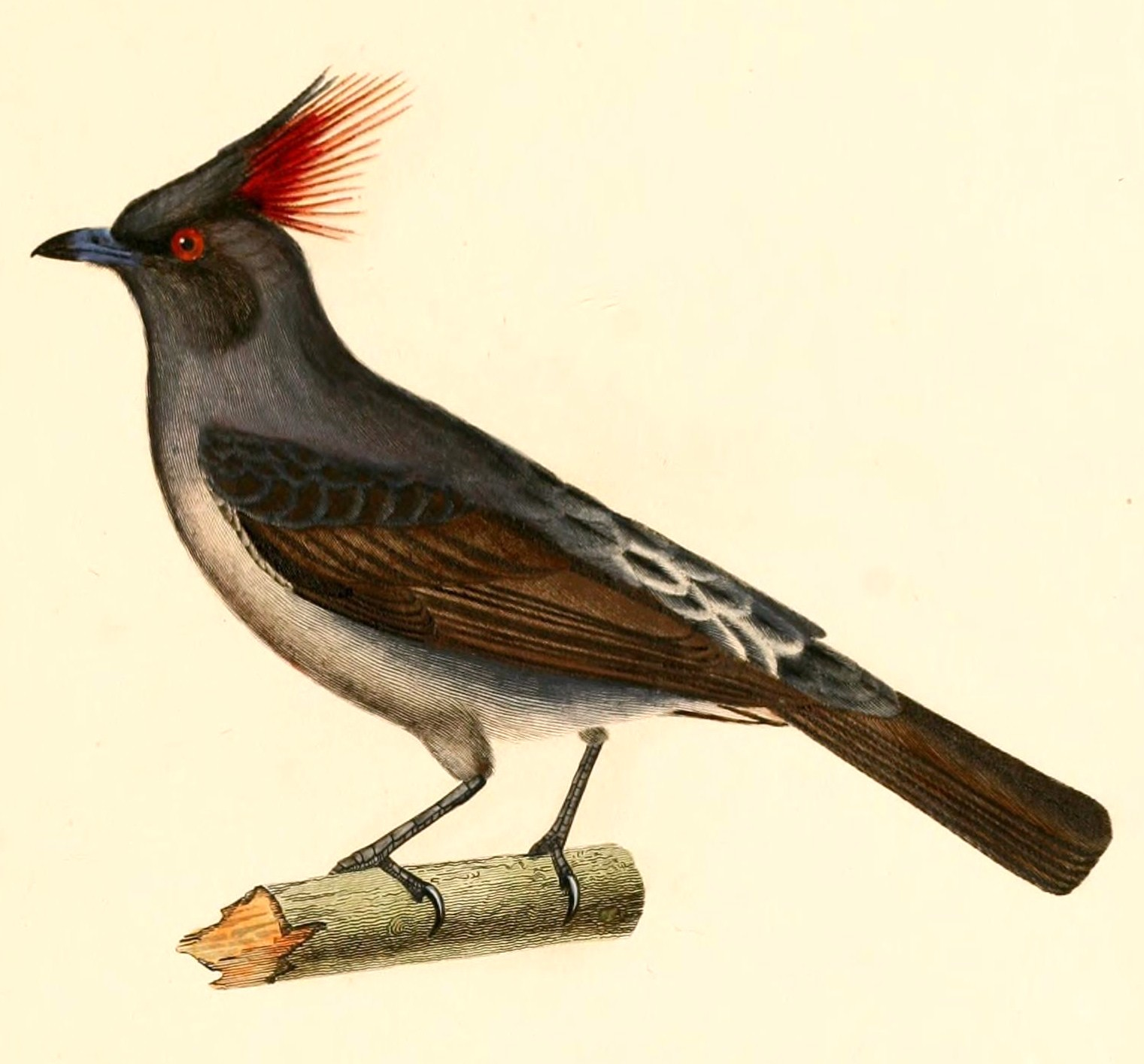